# Ledečky
Ledečky jsou vesnice v okrese Nymburk, je součástí města Rožďalovice. Nachází se asi 2,2 km na jih od Rožďalovic. Prochází tudy železniční trať Nymburk–Jičín. Je zde evidováno 19 adres.
V katastrálním území Ledečky leží i část obce Viničná Lhota.

## Historie
První písemná zmínka o vesnici pochází z roku 1543.

## Galerie

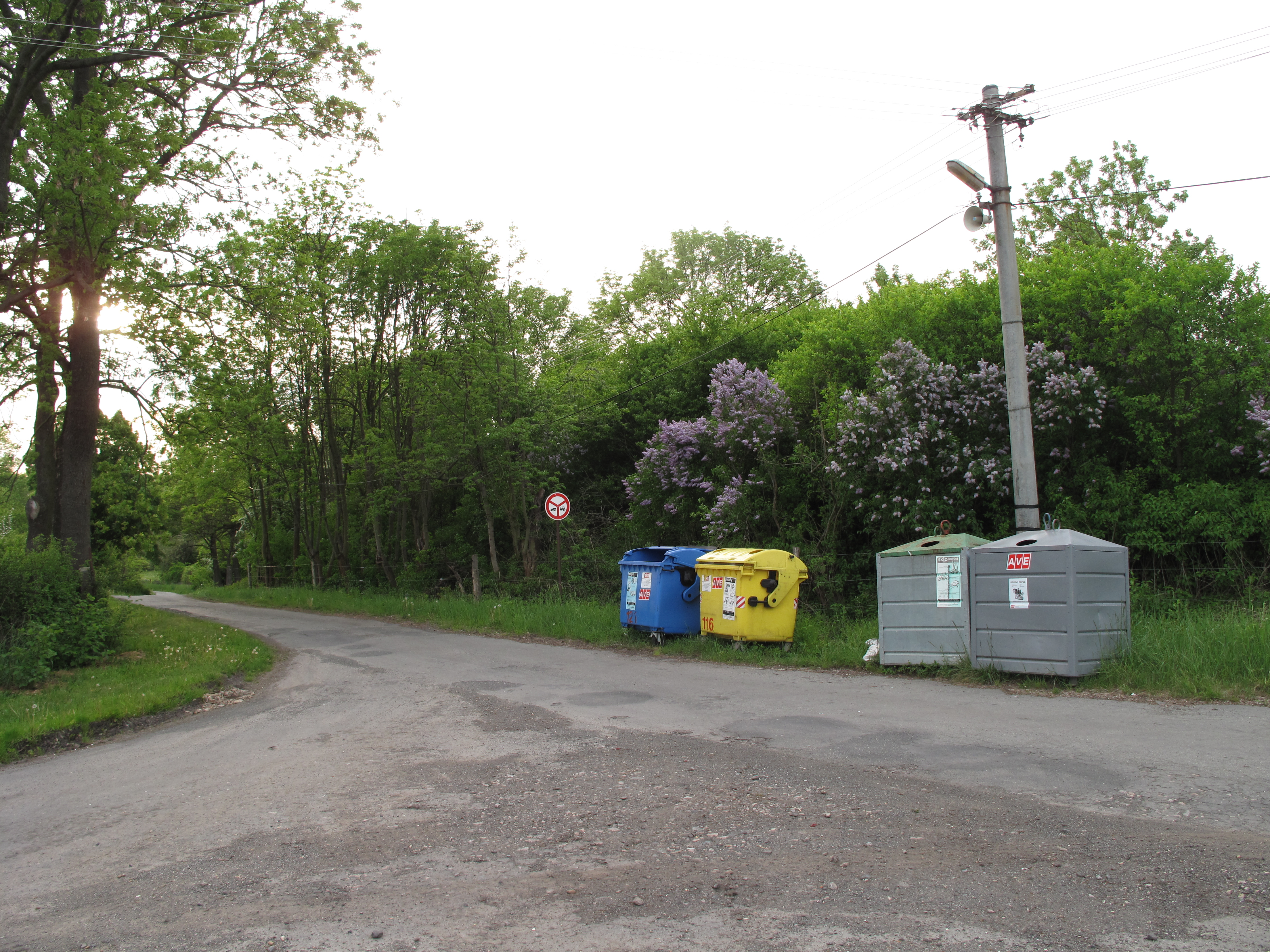
Kontajnery
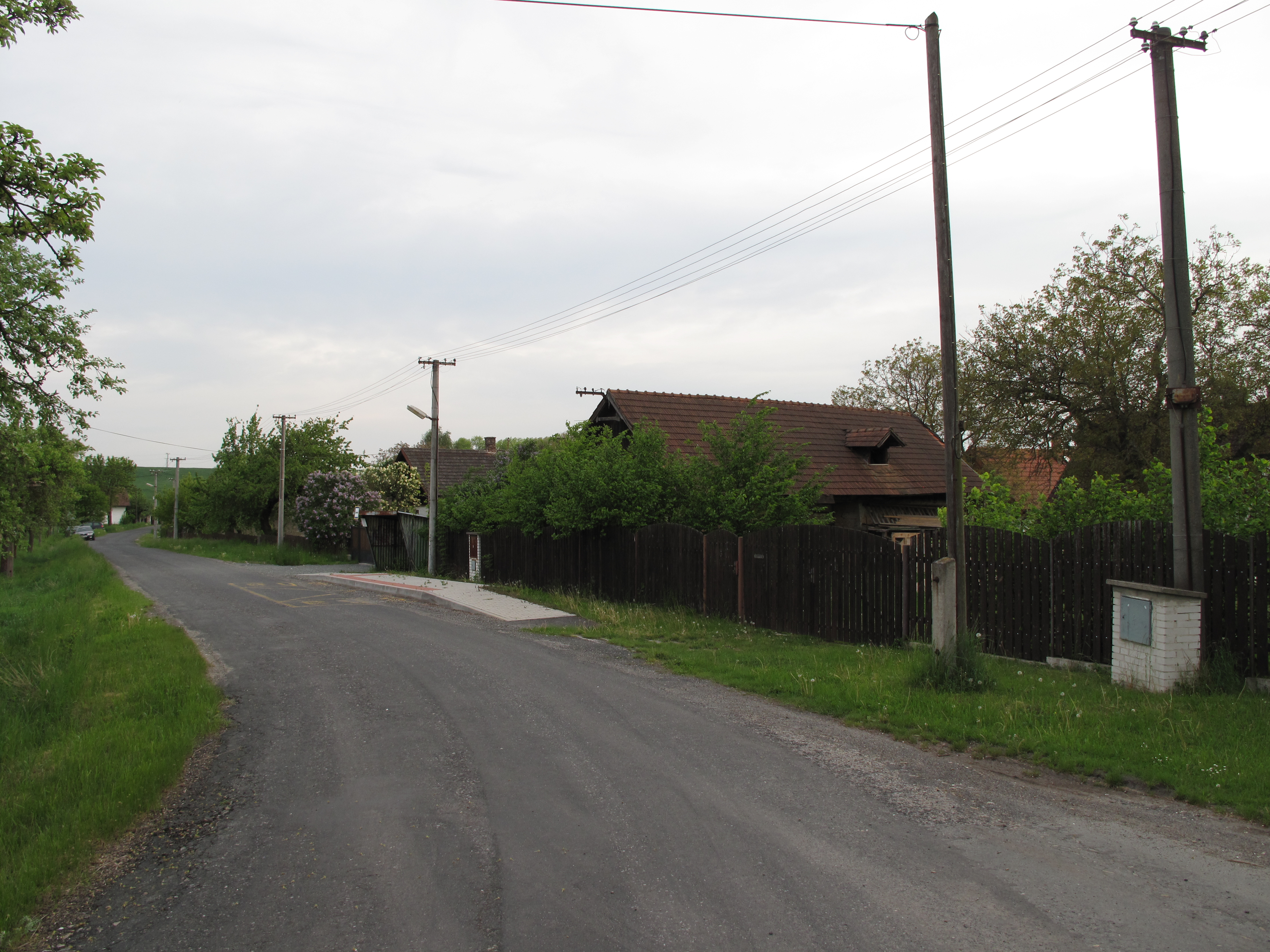
Domy u silnice
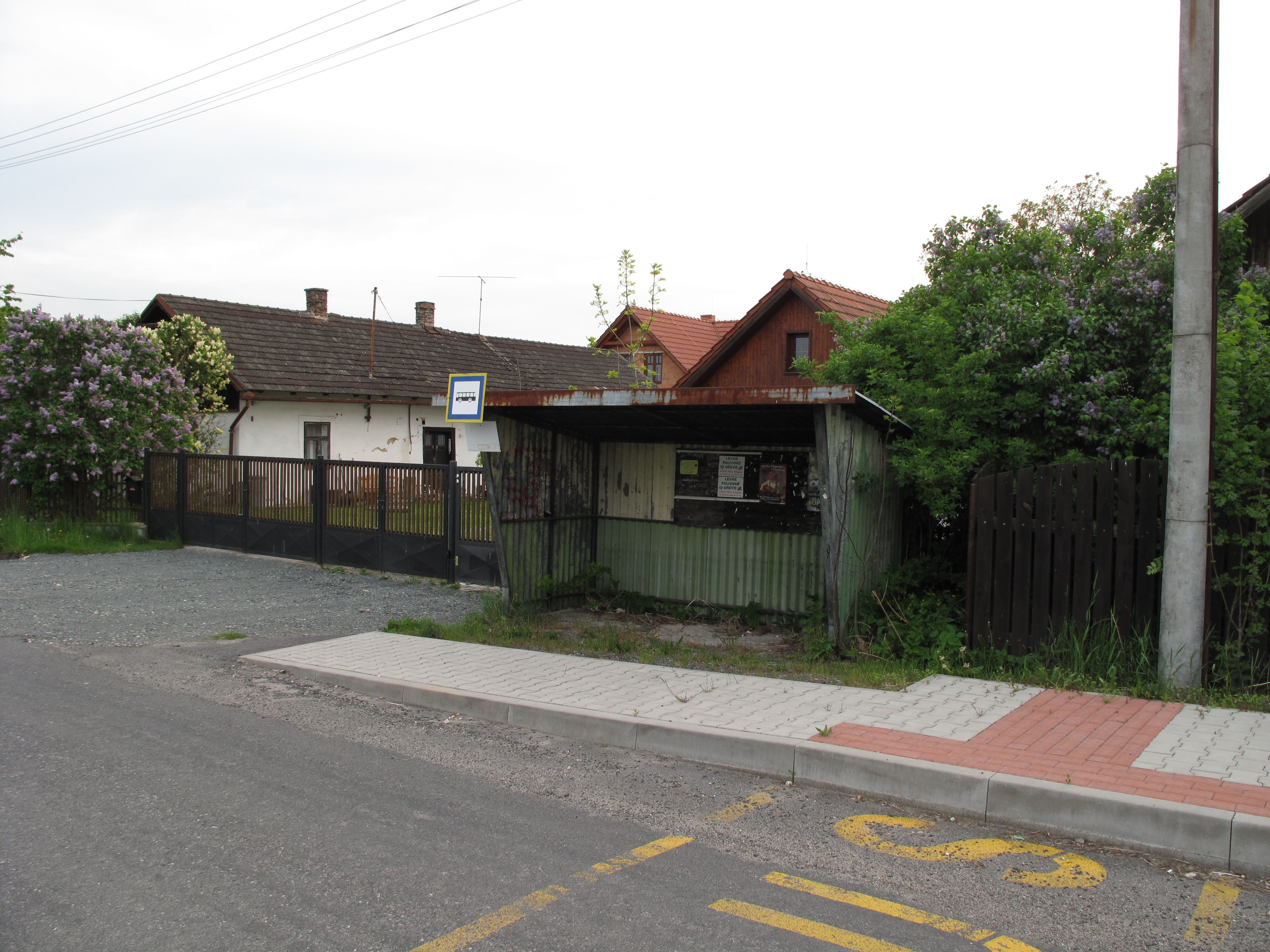
Autobusová zastávka
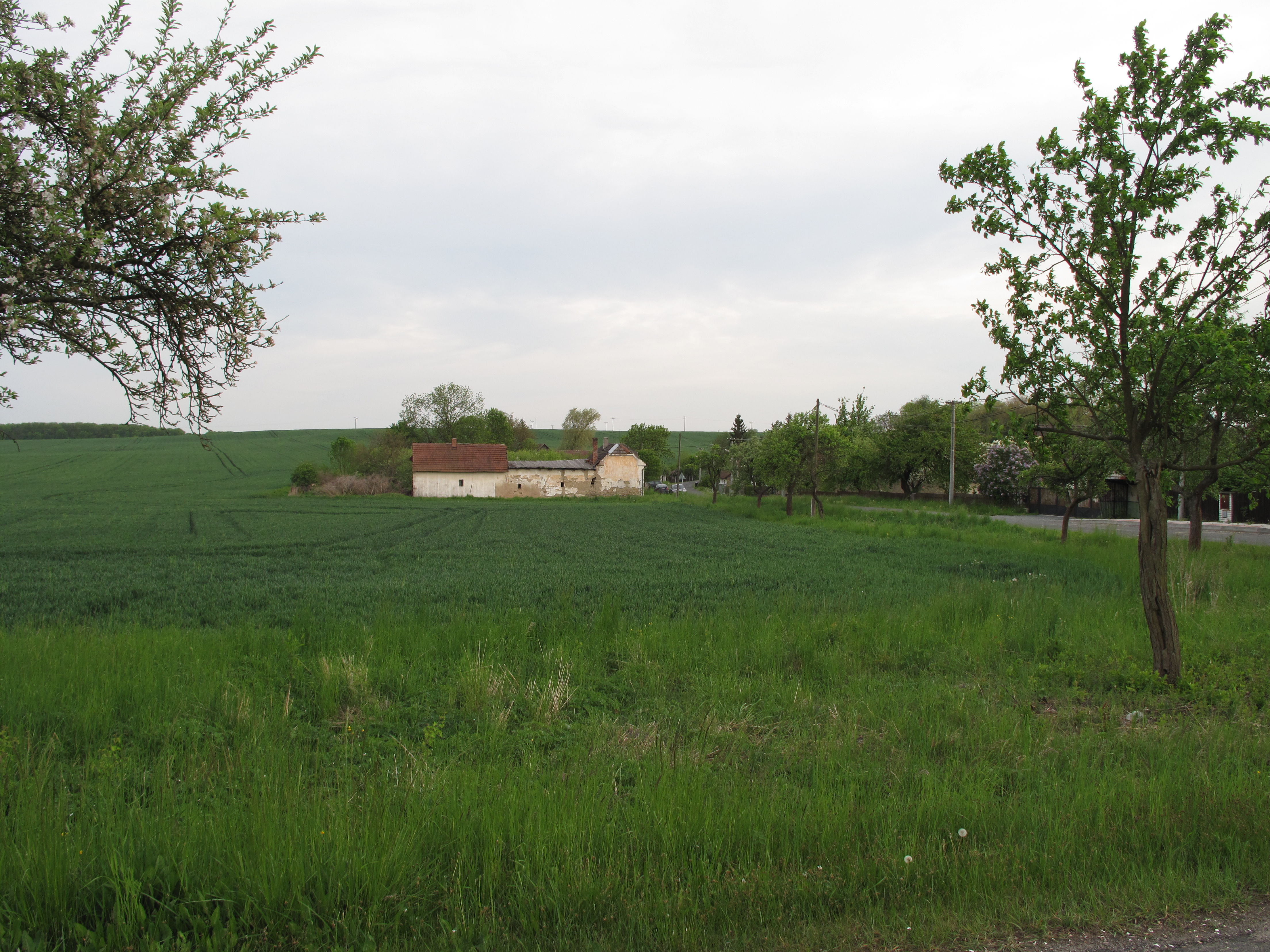
Pole a chalupa